# Paul Pilgrim
Paul Henry Pilgrim (ur. 26 października 1883 w Nowym Jorku, zm. 7 stycznia 1958 w White Plains w stanie Nowy Jork) – amerykański lekkoatleta, mistrz olimpijski z 1904.
Na igrzyskach olimpijskich w 1904 w Saint Louis startował w biegu na 400 metrów i biegu na 800 metrów, zajmując miejsca poza pierwszą szóstką. Wystąpił również w biegu drużynowym na dystansie 4 mil reprezentując New York Athletic Club. Wraz z kolegami (Arthur Newton, George Underwood, Howard Valentine i David Munson) zwyciężył w tej konkurencji, wyprzedzając o 1 punkt drużynę mieszaną startującą jako Chicago Athletic Association. Indywidualnie Pilgrim był szósty.
Największe sukcesy odniósł podczas igrzysk międzyolimpijskich w 1906 w Atenach. Został włączony do reprezentacji amerykańskiej w ostatniej chwili. Płynął do Grecji na własny koszt i uniknął fali, która niedaleko Gibraltaru zalała statek, którym podróżowali inni zawodnicy amerykańscy, raniąc kilku z nich. Na igrzyskach Pilgrim zwyciężył w biegu na 400 metrów wyprzedzając na ostatniej prostej Wyndhama Halswelle’a z Wielkiej Brytanii i Nigela Barkera z Nowej Zelandii, a także w biegu na 800 m wygrywając przed Jimem Lightbodym i Halswelle’em.
Był jednym z faworytów biegu na 400 metrów na igrzyskach olimpijskich w 1908 w Londynie, ale niespodziewanie odpadł w przedbiegach. Później nie zwyciężył na żadnej dużej imprezie. Od 1914 do 1953 był dyrektorem sportowym New York Athletic Club.
Rekordy życiowe, ustanowione w roku 1906:
- 400 m – 53,0 s.
- 800 m – 2.01,5 s.